# Tricypha obscura
Tricypha obscura là một loài bướm đêm thuộc phân họ Arctiinae, họ Erebidae.